# Arthémonay
Arthémonay ist eine französische Gemeinde mit 615 Einwohnern (Stand: 1. Januar 2022) im Département Drôme in der Region Auvergne-Rhône-Alpes (vor 2016 Rhône-Alpes); sie gehört zum Arrondissement Valence und zum Kanton Drôme des collines.

## Geographie
Arthémonay liegt etwa 30 Kilometer nordöstlich von Valence. Das Gemeindegebiet wird im Osten vom Fluss Chalon begrenzt. Umgeben wird Arthémonay von den Nachbargemeinden Crépol im Norden, Le Chalon im Nordosten und Osten, Geyssans im Osten und Südosten, Peyrins im Süden sowie Margès im Westen.

## Bevölkerungsentwicklung
| Jahr                       | 1962 | 1968 | 1975 | 1982 | 1990 | 1999 | 2006 | 2019 |
| Einwohner                  | 253  | 237  | 242  | 294  | 334  | 370  | 495  | 594  |
| Quellen: Cassini und INSEE |      |      |      |      |      |      |      |      |

## Sehenswürdigkeiten
- romanische Kirche Saint-Marcellin aus dem 11. Jahrhundert

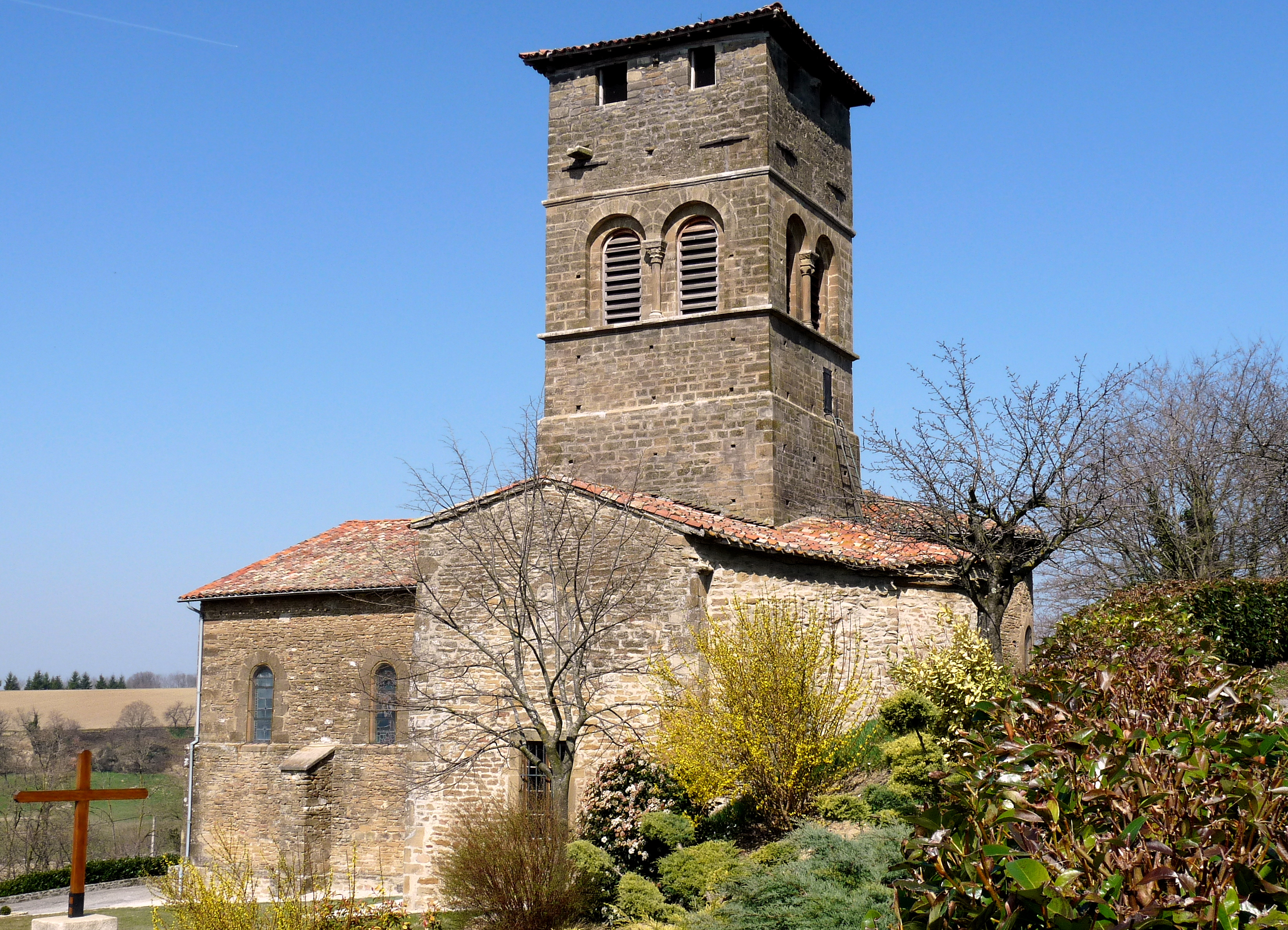
Kirche Saint-Marcellin

- Wehrhaus